# Iglesia de Nuestra Señora de la Oliva (Ejea de los Caballeros)
La iglesia de Nuestra Señora de la Oliva es una iglesia santuario edificado en el siglo XVIII sobre una antigua ermita, del siglo XIII, en el paraje denominado Luchán. Es conocida por albergar a la patrona de la villa, la Virgen de la Oliva, ubicada en el municipio de Ejea de los Caballeros, en la provincia de Zaragoza, comunidad autónoma de Aragón, España. A veces es denominada como Santuario de la Virgen de la Oliva

## Historia
Aunque en la actualidad está dentro del casco urbano de la localidad, históricamente se encontraba extramuros de la misma. Era una ermita dedica a Nuestra Señora de la Oliva. Tenían los frailes cistercienses del monasterio de la Oliva una granja a la cual estaría vinculada esta ermita. En ocasiones, debido a la confusión derivada de la obra de Pascual Madoz, el Diccionario geográfico-estadístico-histórico de España, se confunde con otra ermita de San Pedro.
Aparece inventariada en 1529 entre las propiedades que poseía el monasterio:

«Item más la yglesia que tiene el monesterio junto a la dicha villa de Exea, de fuera del lugar junto con los muros de la dicha villa, la qual se llama Nuestra Señora de La Oliva, a la qual se hazen las dichas diezmos y primicias, y teniente d'ella hay un solar que es del dicho monesterio...»

En 1765 se levanta el actual edificio, de nueva planta, ocupando el espacio de la antigua ermita. Las obras continúan hasta 1798, fecha en la que se bendice la nueva iglesia y se traslada la imagen de la santa.

### Traslado de la Virgen de la Oliva
Con la colocación de un nuevo retablo en la iglesia abacial del monasterio de la Oliva, hacia 1585-1589, la anterior imagen titular, gótica, realizada en el siglo XIV, había quedado sin un espacio principal donde colocarla. En estas circunstancias, fue trasladada el 10 de agosto de 1600 a la ermita donde había arraigado tal devoción desde el siglo XII. Pocos años después, en 1665, la ermita mostraba serías necesidades de reparaciones. Se creó una cofradía, en 1667, bajo tal advocación que culminaría un siglo después, en 1765, con la inauguración del nuevo templo y el traslado de la efigie mariana al mismo. Todas estas muestras, en el contexto de largos años de duras sequías, plagas y otras calamidades, llevaron a nombrarla patrona de esta ciudad, como ya lo era San Juan el Bautista, e incluso ganando preponderancia ante éste y la devoción a la Inmaculada Concepción de manera tal que se fue «uniendo en su figura leyenda, tradición y señas de identidad».
Esta relación se mantiene viva hoy día con peregrinaciones regulares al monasterio.

## Descripción

### Exterior
Es un edificio clasicista construido de sillería que expone claramente la estructura interior. Muestra un remate achaflanado en la cabecera así como los brazos del transepto y el juego de volúmenes de los contrafuertes y las capillas laterales. 
Los vanos de iluminación son de forma rectangular, al igual que los situados en el cimborrio octogonal que trasdosa la cúpula.
La puerta, a los pies del conjunto, tiene un pequeño pórtico con tres arcos de medio punto y frontón triangular.

### Planta
Presenta una solución de cruz latina con nave de tres tramos cubiertos por bóveda de medio cañón con lunetos que apoyan sobre arcos fajones y pilastras de orden corintio con complejo entablamento, dividido en dos partes por un friso liso.
Los brazos de la cruz y el presbiterio presentan planta poligonal, ya que están achaflanadas sus aristas, y se cubren con bóvedas de cinco paños, con lunetos ciegos. El crucero se remata con una cúpula gallonada apoyada sobre pechinas con ocho tramos, cuatro de los cuales van calados. 
Entre los contrafuertes de los dos tramos de la nave más próximos a la cabecera abren sendos pares de capillas, entre los contrafuertes, con poco fondo, cubiertas con bóveda de medio cañón con lunetos. 
El coro que está dispuesto a los pies, en el primer tramo de la nave, se apoya sobre una arco escarzano. 

### Arte
Parte del arte mueble que contiene procede de conventos próximos desamortizados así como de iglesias y de ermitas ya desaparecidas.
- Retablo de la Virgen del Rosario, del siglo XVII, procedente de la iglesia del antiguo Hospital del Mercado.
- Retablo de San Antonio de Padua en la primera capilla, obra del artista ejeano José Luzán, maestro del taller en donde se formó Francisco de Goya.
- Retablo de Santa Casilda, en la segunda capilla, de finales del siglo XVIII.
- Retablo mayor con manifiestas influencias neoclásicas, se realizó entre 1795-1797 por José Echeverría y José León,[10] con una imagen gótica de la Virgen de la Oliva en el centro, del siglo XIV, de estilo franco-borgoñón, procedente del monasterio de Santa María de la Oliva (Carcastillo, Navarra). Se trajo en el año 1600 por decisión de los frailes que mantenían aquí, entonces, una ermita. La devoción ha llevado a nombrarla patrona de Ejea de los Caballeros. Flanqueando a la imagen están dos santos monacales, San Benito y San Bernardo, dejando constancia de la estrecha vinculación con el monasterio navarro.
- Cuadros de La Batalla de Luchán y el Traslado de la Virgen de la Oliva a Ejea, a ambos lados del retablo mayor, obra del autor es Fra Eustaquio y se muestra en ambos casos una Ejea medieval como ciudad fortaleza y ciudad amurallada.
- Lienzo de la Inmaculada, de José Luzán, en el brazo derecho del crucero. Fue realizado en 1781 y procede del desaparecido Convento de los Capuchinos.
- Pechinas dedicadas a las heroínas bíblicas Judith, Esther, Débora y Yael, atribuidas a Luis Muñoz.[11]